# آوازخوان حرفه‌ای
آوازخوان حرفه‌ای یا صدای عالی (انگلیسی: Pitch Perfect) فیلمی در ژانر کمدی رمانتیک و موزیکال به کارگردانی جیسون مور است که در سال ۲۰۱۲ منتشر شد. این فیلم مرتبط با نوجوانان است. آوازخوان حرفه‌ای دربارهٔ آوازخوانی بدون سازهای موسیقی است. در سال ۲۰۱۵ میلادی نیز فیلم آوازخوان حرفه‌ای ۲ در ادامه این اثر ساخته شد. آوازخوان حرفه‌ای ۳ نیز در سال ۲۰۱۷ ساخته شد.

## بازیگران
- آنا کندریک
- بریتنی اسنو
- آنا کمپ
- ربل ویلسون
- استر دین
- الیزابت بنکس
- اسکایلر آستین
- آدام دیواین
- جان مایکل هیگینس
- الکسیس نپ
- کریستوفر مینتز-پلاسه
- اوتکارش آمبودکار

## خلاصه داستان
بکا (انا کندریک) به اجبار پدرش برای تحصیل به دانشگاه باردن می‌آید. او در آنجا با اصرار کلویی(بریتنی اسنو)، در تست ورودی گروه سرود "بلا" شرکت می‌کند. پس از ورود در می یابد که گروه بلا با رهبری آبری (آنا کمپ) به شدت درگیر کلیشه و سنت گرایی است و رسیدن به مقام قهرمانی مسابقات دانشگاهی آکاپلا با این روش غیرممکن به نظر می رسد و...